# 徐翔聖
徐翔聖（2005年12月17日—），日文名高橋翔聖，是一名台灣及日本棒球選手，司職投手。2023年日職選秀會。2023年獲東京養樂多燕子育成選手第一指名，背號017，為日職史上首位獲得指名的台灣應屆高中畢業球員。
徐翔聖出生於臺北市，父親為台灣人，母親高橋可奈子來自日本大阪，長年居住台灣。徐翔聖幼稚園時期居住日本2年。受2013年世界棒球經典賽啟迪志向，原就讀台北市日僑學校，小五時轉學至福林國小接受正式棒球訓練，接著就讀長安國中。受COVID-19疫情影響，徐翔聖國中畢業後繼續在台灣就學，進入鶯歌工商。就讀鶯歌工商時，他在總教練王傳家的培養下奠定身體素質及技術。

## 成棒國手經歷
- 2026年世界棒球經典賽資格賽中華隊

## 外部連結
- 徐翔聖在日本職棒官網（英语）
- 徐翔聖在Baseball-Reference.com（小聯盟以及海外聯盟）（英语）